# Aglaoschema ventrale
Aglaoschema ventrale är en skalbaggsart som först beskrevs av Ernst Friedrich Germar 1824.  Aglaoschema ventrale ingår i släktet Aglaoschema och familjen långhorningar.
Artens utbredningsområde är Paraguay. Inga underarter finns listade i Catalogue of Life.